# 帥蘭
帥蘭（1531年—？），字同甫，號楚澤，湖廣荊州府江陵縣民籍，武昌府江夏縣人，明朝政治人物。

## 生平
嘉靖四十年（1561年）辛酉科湖廣鄉試第二十名舉人。隆慶五年（1571年）中式辛未科會試第三百名，三甲第三百零四名進士。吏部觀政，授溧陽知縣，萬曆五年（1577年）七月擢兵科给事中，六年升吏科右，八年正月升吏科左，條陳岭南善後事宜，巡视京營，論罷不職司馬。七月升轉禮科都给事中，充武举同考官，疏學校八疑及清禄钞，釐正藩封，皆有益時政。十年二月升江西左参政，十三年五月升广西按察使，十四年九月升福建右布政使，十六年七月遷福建左布政使，十七年考察调用，致仕歸。

## 家族
曾祖帥永榮；祖父帥仲綱；父帥金，母李氏；前母鄧氏。永感下。兄帥義、帥荩。弟帥芝。